# Eupogonius haitiensis
Eupogonius haitiensis är en skalbaggsart som beskrevs av Fisher 1935. Eupogonius haitiensis ingår i släktet Eupogonius och familjen långhorningar.
Artens utbredningsområde är Haiti. Inga underarter finns listade i Catalogue of Life.